# Live Archive 70,80,90's
Live Archive 70,80,90's is een set livealbums van Steve Hackett. Het was een boxset met in eerste instantie vier compact discs, later aangevuld met een vijfde.

## Compact disc 1 en 2
Op deze discs is de registratie te horen van een concert dat Hackett en zijn muziekgroep gaf op 30 juni 1979 in de Hammersmith Odeon tijdens zijn toer behorende bij Spectral mornings.

### Musici
- Pete Hicks – zang
- Steve Hackett – gitaar, zang
- Dick Cadbury – basgitaar, zang
- Nick Magnus – toetsinstrumenten
- John Shearer – slagwerk
- John Hackett – dwarsfluit, toetsinstrumenten

### Muziek

#### Disc 1
1. "Intro" - 2:00
2. "Please don’t touch" - 5:46
3. "Tigermoth" - 3:37
4. "Every day" - 7:29
5. "Narnia" - 4:36
6. "The red flower of Tai Chi" - 4:03
7. "Ace of wands" - 7:23
8. "Carry on up the vicarage" - 3:33
9. "Etude in a mineur" - 0:37
10. "Blood on the rooftops" - 0:18
11. "Horizons" - 1:58
12. "Kim" - 2:36
13. "The Optigan" - 1:29
14. "A tower struck down" - 3:30
15. "Spectral mornings" - 6:57

#### Disc 2
1. "Introductions" - 1:07
2. "Star of Sirius" - 10:16
3. "Shadow of the Hierophant" - 9:35
4. "Clocks" - 7:18
5. "I know what I like (in your wardrobe)" - 8:50
6. "Wardrobe boogie" - 5:02
7. "Racing in A" - 12:15
8. "Racing in A Coda" - 2:07

## Compact disc 3

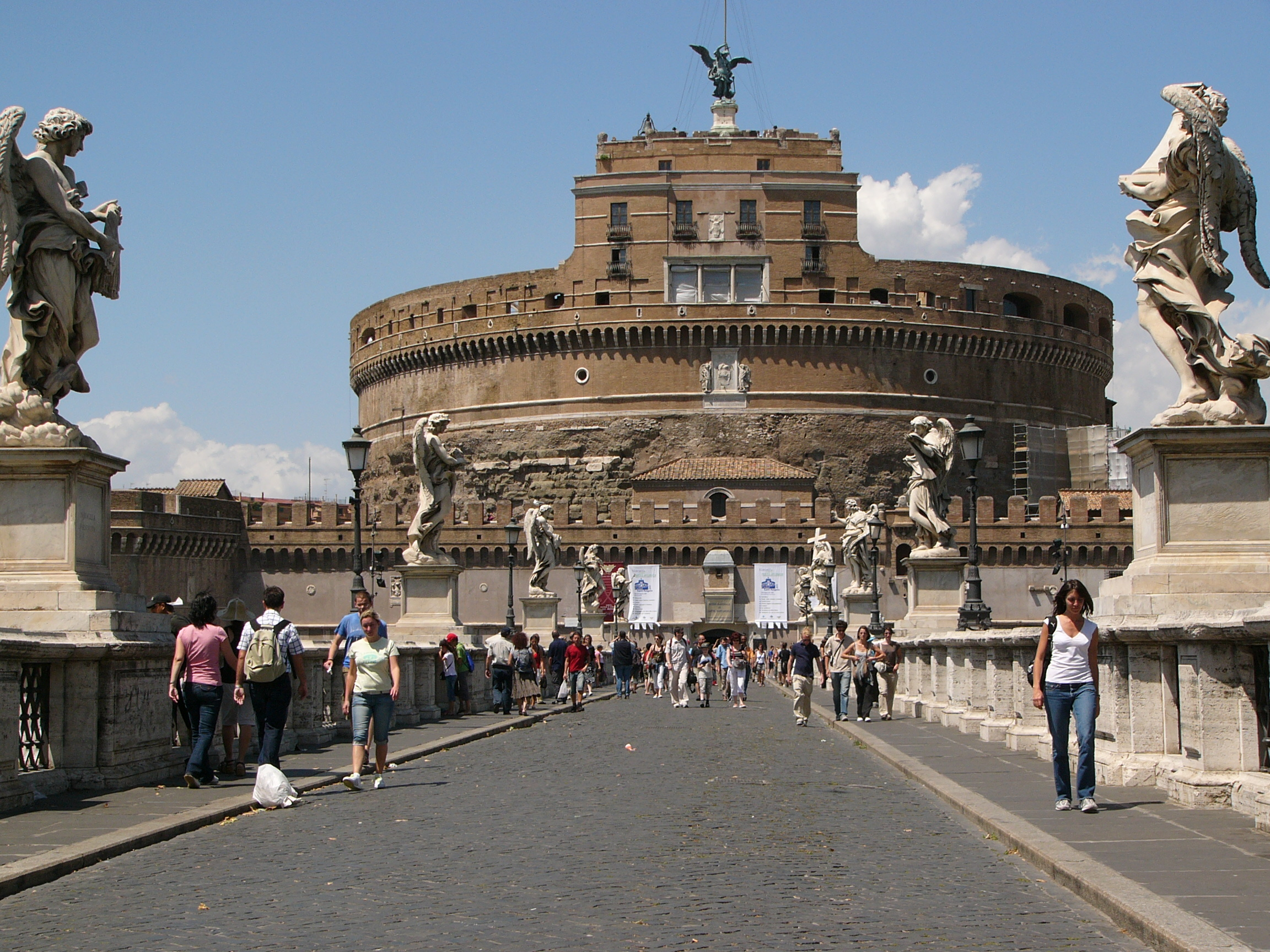
Castel Sant’ Angelo

Compact disc 3 laat een gedeeltelijke registratie horen van het concert dat Steve Hackett en band gaf op 13 september 1981 in het Castel Sant’ Angelo in Rome. Het concert werd gegeven in het kader van de promotie van het studioalbum Cured.

### Musici
- Steve Hackett – zang, gitaar
- Chas Cronk – basgitaar, zang
- Nick Magnus – toetsinstrumenten
- Ian Mosley – slagwerk
- John Hackett – dwarsfluit, toetsinstrumenten

### Muziek
1. "The air conditioned nightmare" - 5:00
2. "Jacuzzi" - 5:04
3. "Funny feeling" - 5:07
4. "Ace of wands" - 7:47
5. "Picture postcard" - 5:18
6. "The steppes" - 6:50
7. "Every day" - 6:28
8. "Overnight sleeper" - 4:28
9. "Hope I don’t wake" - 4:25
10. "Slogans" - 5:18
11. "A tower struck down" - 3:26
12. "Spectral mornings" - 5:39
13. "The show" - 3:52
14. "Clocks" - 6:08

## Compact disc 4
Deze disc bevat een gedeeltelijke registratie van een concert dat Hackett gaf op 8 juni 1993 in The Grand Theatre in Londen

### Musici
- Steve Hackett – zang, gitaar
- Doug Sinclaur – basgitaar
- Julian Colbeck – toetsinstrumenten
- Hugo Degenhardt – slagwerk
- John Hackett – dwarsfluit, toetsinstrumenten

### Muziek
1. "Medley: Myopia, Los Endos, Imagining, Ace of wands, Hackett to pieces" - 4:56
2. "Vampyre with a healthy appetite" - 6:13
3. "Sierra Quemada" - 4:20
4. "Take these pearls" - 4:56
5. "In the heart of the city" - 5:32
6. "Walking away from rainbows" - 3:38
7. "There are many sides to the night" - 5:20
8. "Kim" - 2:25
9. "Dark as the grave" - 5:26
10. "Always somewhere else" - 6:17
11. "Lost in your eyes" - 5:02
12. "Spectral mornings/Firth of fifth/Clocks" - 8:13
13. "Cinema paradiso" - 3:16
14. "In that quiet earth" - 5:20

## Compact disc 5
Deze compact disc verscheen niet in de originele uitgave, maar kon later besteld worden bij Steve Hackett zelf. Het bevat een gedeeltelijke registratie van het concert dat de band gaf op 26 oktober 1979 in de City Hall te Newcastle upon Tyne. De laatste drie track zijn van een concert van 30 oktober 1978 in de Hammersmith Odeon. De samenstelling van de band is gelijk aan die van discs 1 en 2.

### Muziek
1. "Please don't touch" - 7:53
2. "Tigermoth" - 3:41
3. "Every day" - 7:26
4. "The steppes" - 5:52
5. "Narnia" - 4:10
6. "Red flower of Taichi blooms everywhere" - 3:02
7. "Sentimental institution" - 2:38
8. "Star of Sirius" - 9:39
9. "Spectral mornings" - 6:42
10. "Clocks" - 5:29
11. "Ace of wands" - 5:05
12. "Hands of the priestess" - 6:04
13. "Racing in A" - 7:51